# Mort d'un commis voyageur
Pour les articles homonymes, voir Mort d'un commis voyageur (homonymie).
Mort d'un commis voyageur (Death of a Salesman), parfois intitulé La Mort d'un commis voyageur, est une pièce de théâtre américaine d'Arthur Miller, créée à Broadway (New York) en 1949.

## Argument
Willy 'Dick' Loman revient chez lui après l'annulation d'un voyage d’affaires en Floride. Inquiète sur l’état d’esprit de Willy et ses récents « accidents » de voiture, sa femme Linda lui suggère qu’il demande à son patron Howard Wagner de lui permettre de travailler dans sa ville de résidence pour qu’il n’ait pas à prendre la route. Willy se plaint à Linda que leur fils, Biff, n’a pas encore fait ses preuves dans la vie. Malgré ses performances prometteuses comme athlète au lycée, il a été recalé en maths la dernière année et n’est jamais allé à l’université. Biff et son frère, Happy, qui rend lui aussi visite à leurs parents, se remémorent leur enfance ensemble. Ils discutent de la dégénérescence mentale de leur père, dont ils se sont aperçus par ses hésitations constantes et par le fait qu’il se parle à lui-même. Quand Willy rentre chez lui, en colère parce que les deux garçons ne sont jamais arrivés à rien, Biff et Happy racontent à Willy le projet de Biff de proposer une affaire le lendemain dans le but d’apaiser leur père.
Le jour suivant, Willy va demander à son patron un poste en ville, pendant que Biff va faire une proposition d’affaires, mais aucune des deux ne fonctionne. Willy s’énerve et finit par se faire virer quand son patron lui dit qu’il a besoin de repos et qu’il ne peut plus représenter la société. Biff attend des heures pour voir son ancien employeur qui ne se souvient plus de lui et refuse sa proposition d’affaires. Biff vole impulsivement un stylo à encre. Willy va ensuite au bureau de Charley où il trouve Bernard (devenu un brillant avocat), qui lui raconte qu’au départ, Biff voulait bien faire pendant les cours d’été, mais quelque chose s’est passé à Boston quand Biff a rendu visite à Willy et qui a changé son état d’esprit.
Happy, Biff et Willy dinent au restaurant, mais Willy refuse d’entendre les mauvaises nouvelles de Biff. Happy essaie de convaincre Biff de mentir à son père. Biff essaie de lui raconter ce qui s’est passé quand Willy se met en colère et glisse dans un flash-back sur ce qui s’est passé à Boston le jour où Biff lui a rendu visite. Willy était à l’hôtel lors d’un voyage d’affaires avec une jeune femme quand Biff est arrivé. Depuis ce moment, la vision de son père a changé et mis Biff à la dérive.
Frustré, Biff quitte le restaurant, suivi par Happy accompagné de deux filles qu’il a ramenées. Ils quittent un Willy confus et bouleversé derrière le restaurant. Quand plus tard ils rentrent à la maison, leur mère leur reproche furieusement d’avoir abandonné leur père tandis que Willy continue à se parler à lui-même à l’extérieur. Biff le rejoint pour essayer de se réconcilier avec lui. La discussion dégénère rapidement en une autre dispute, au point que Biff tente de le convaincre avec force qu’il n’est pas fait pour quelque chose de grand, qu’il est tout simplement ordinaire, insistant sur le fait qu’ils le sont tous les deux. La querelle culmine quand Biff embrasse Willy et se met à pleurer quand il essaie de lui faire abandonner les rêves irréalistes qu’il porte encore pour Biff. Il veut, à la place, que Willy l’accepte pour ce qu’il est vraiment. Il dit à son père qu’il l’aime.
Plutôt que d'écouter ce que dit réellement Biff, Willy se rend compte que son fils lui a pardonné et pense que Biff va maintenant poursuivre une carrière d’homme d’affaires. Willy se tue intentionnellement dans un accident de voiture pour que Biff puisse utiliser l’argent de l’assurance vie pour commencer son entreprise. Cependant, à l'enterrement, Biff reste convaincu qu'il ne veut pas devenir un homme d'affaires. Happy, d'autre part, choisit de suivre les traces de son père.

## Personnages
- William dit Willy Loman : Le vendeur titulaire. Il a 63 ans et est instable, peu sûr de lui et il s'illusionne sur lui-même. Il oscille entre différentes époques de sa vie tout au long de la pièce et les ré-imagine comme si elles étaient réelles. L'âge de Willy et son état mental dégradant le font paraître enfantin et dépendant des autres pour le soutien, couplé à ses flashbacks récurrents à divers moments de sa vie. Son prénom, Willy, reflète cet aspect enfantin et sonne comme la question « Va-t-il ? » (‘‘Will he ?’’ en anglais). Son nom de famille donne l'impression que Willy est un "homme bas" (‘‘low man’’ en anglais), quelqu'un qui ne réussira pas ; cependant, cette interprétation populaire de son nom de famille a été rejetée par Miller.
- Linda Loman : La femme fidèle et aimante de Willy. Linda est passivement favorable et docile lorsque Willy parle de manière irréaliste d'espoirs pour l'avenir, même si elle semble avoir une bonne connaissance de ce qui se passe réellement. Elle reproche à ses fils, en particulier Biff, de ne plus aider leur père et soutient Willy avec amour même si Willy la traite parfois mal, ignorant ses opinions sur celles des autres. Elle est la première à se rendre compte que Willy envisage le suicide au début de la pièce et exhorte Biff à faire quelque chose de lui-même, tout en s'attendant à ce que Willy aide Biff à le faire.
- Biff Loman : Le fils aîné de Willy. Biff était une star du football avec beaucoup de potentiel au lycée, mais a échoué en mathématiques sa dernière année et n’a pas poursuivi à l’université lorsqu'il a vu Willy avec une autre femme alors qu'il lui rendait visite à Boston. Il hésite entre rentrer chez lui pour essayer de réaliser le rêve de Willy en tant qu'homme d'affaires ou ignorer son père en allant dans l'Ouest pour être ouvrier agricole où il se sent heureux. Il aime être dehors et travailler de ses mains, mais veut faire quelque chose qui en vaut la peine, donc Willy sera fier de lui. Biff vole parce qu'il veut des preuves de succès, même si ce sont de fausses preuves, mais dans l'ensemble, Biff reste réaliste et informe Willy qu'il n'est qu'une personne normale et qu'il ne deviendra pas un grand homme.
- Harold dit Happy Loman : Le fils cadet de Willy. Il a vécu dans l'ombre de son frère aîné Biff la majeure partie de sa vie et semble presque ignoré, mais il essaie toujours de soutenir sa famille. Il a un style de vie agité en tant que coureur de jupons et rêve d'aller au-delà de son travail actuel en tant qu'assistant de l'assistant acheteur du magasin local, mais il est prêt à tricher un peu pour le faire, en acceptant des pots-de-vin. Il cherche toujours l'approbation de ses parents, mais il en obtient rarement, et il va même jusqu'à inventer des choses juste pour attirer l'attention, comme dire à ses parents qu'il va se marier. Il essaie souvent de garder les perceptions de sa famille les uns envers les autres positives ou « heureuses » en défendant chacun d'eux lors de leurs nombreuses disputes, mais a toujours la relation la plus turbulente avec Linda, qui le méprise pour son style de vie et son apparence bon marché, malgré son leur donner de l'argent.
- Charley : voisin un peu sarcastique mais gentil et compréhensif. Il a pitié de Willy et lui prête fréquemment de l'argent et vient jouer aux cartes avec lui, bien que Willy le traite souvent mal. Willy l'envie parce que son fils a plus de succès que le sien. Charley propose à Willy un emploi à plusieurs reprises lors de ses visites à son bureau, mais Willy refuse à chaque fois, même après avoir perdu son emploi de vendeur.
- Bernard : fils de Charley. Dans les flashbacks de Willy, il est un « intello », et Willy l'oblige à donner les réponses des examens à Biff. Il vénère Biff et fait tout pour lui. Plus tard, il est un avocat très réussi, marié et attend un deuxième fils – les mêmes succès que Willy souhaite pour ses fils, en particulier Biff. Bernard fait réfléchir Willy où il a mal tourné en tant que père.
- Oncle Ben : Le frère aîné de Willy devenu magnat du diamant après un détour par l'Afrique. Bien que mort depuis longtemps, Willy lui parle fréquemment dans ses hallucinations du passé. Il est le modèle de Willy, bien qu'il soit beaucoup plus âgé et n'ait pas de véritable relation avec Willy, préférant affirmer sa supériorité sur son jeune frère. Il représente l'idée de Willy sur l'histoire à succès du rêve américain.
- La femme : Une femme avec qui Willy a trompé Linda.
- Howard Wagner : Patron de Willy. Willy a travaillé à l'origine pour son père, Frank, et prétend avoir suggéré le nom Howard pour son fils nouveau-né. Cependant, il considère Willy comme un frein et le licencie, ignorant toutes les années que Willy a donné à l'entreprise. Howard est extrêmement fier de sa richesse, qui se manifeste dans son nouvel enregistreur à fil, et de sa famille.
- Jenny : secrétaire de Charley.
- Stanley : un serveur du restaurant qui semble être ami avec Happy.
- Mademoiselle Forysthe : Une fille que Happy récupère au restaurant. Elle est très jolie et prétend avoir fait la couverture de plusieurs magazines. Heureux de lui mentir, lui faisant croire, lui et Biff, qu'ils sont importants et qu'ils ont du succès. (Happy prétend qu'il a fréquenté West Point et que Biff est un joueur de football vedette.)
- Letta : amie de Mademoiselle Forysthe.

## Fiche technique de la création
- Titre : Mort d'un commis voyageur
- Titre original : Death of a Salesman
- Mise en scène : Elia Kazan
- Musique de scène : Alex North
- Production : Kermit Bloomgarden (en) et Walter Fried (en)
- Genre : drame
- Date de la première représentation : 10 février 1949 au Morosco Theatre
- Date de la dernière représentation : 18 novembre 1950
- Nombre de représentations consécutives : 742

## Distribution originale
- Lee J. Cobb : Willy Loman
- Thomas Chalmers : oncle Ben
- Mildred Dunnock : Linda
- Alan Hewitt : Howard Wagner
- Arthur Kennedy : Biff
- Cameron Mitchell : Happy
- Howard Smith : Charley
- Hope Cameron (imdb.com) : Letta
- Winifred Cushing (allocine.fr) : la femme
- Ann Driscoll (imdb.com) : la secrétaire
- Constance Ford : Mlle Forsythe
- Don Keefer : Bernard
- Tom Pedi : Stanley

Remplacements au cours de la production
- Albert Dekker : Willy Loman
- James Gregory : Biff
- Gene Lockhart : Willy Loman (décembre 1949 - ?)
- Thomas Mitchell : Willy Loman

## Récompenses
- Prix Pulitzer de l'œuvre théâtrale, à Arthur Miller
- New York Drama Critics' Circle Award  1949 de la meilleure pièce
- Tony Awards 1949[2] :
  - Meilleure pièce (Tony Award for Best Play) à Arthur Miller
  - Meilleur auteur (Tony Award for Best Author) à Arthur Miller
  - Meilleur acteur dans un second rôle, catégorie pièce (Tony Award for Best Featured Actor in a Play), à Arthur Kennedy
  - Meilleurs décors (Tony Award for Best Scenic Design), à Jo Mielziner
  - Meilleur producteur (Tony Award for Best Producer'), à Kermit Bloomgarden et Walter Fried
  - Meilleur metteur en scène (Tony Award for Best Director), à Elia Kazan
- Theatre World Award 1949 à Cameron Mitchell

## Reprises (sélection)
- Au Royaume-Uni :
  - En 1949, mise en scène d'Elia Kazan, avec Paul Muni (Willy), Katharine Alexander (Linda), Kevin McCarthy (Biff) (création britannique, Phoenix Theatre, Londres ; première représentation le 28 juillet 1949).
- À Broadway :
  - En 1975, mise en scène de George C. Scott, avec George C. Scott (Willy), Teresa Wright (Linda), James Farentino (Biff), Harvey Keitel (Happy) (Circle in the Square Theatre, 71 représentations) ;
  - En 1984, avec Dustin Hoffman (Willy), John Malkovich (Biff), Stephen Lang (Happy) (Broadhurst Theatre, 97 représentations, puis 88 représentations) ;
  - En 1999, avec Brian Dennehy (Willy) (Eugene O'Neill Theatre, 274 représentations).
  - Et 2012, avec Philip Seymour Hoffman (Willy), Andrew Garfield (Biff) et Linda Emond (Linda) (Ethel Barrymore Theatre, pour une durée de représentation limitée à 16 semaines)[3].
- En France :
  - En 1988, adaptation de Jean-Claude Grumberg, mise en scène de Marcel Bluwal, avec François Périer (Willy), Claude Winter (Linda), Fabrice Eberhard (Biff), Jean-Yves Berteloot (Happy) (Théâtre de l'Odéon, Paris, puis Théâtre national de Nice).
- Au Québec :
  - En 1972, traduction d'Éric Kahane, mise en scène de Paul Hébert, avec Jean Duceppe (Willy), Denise Gagnon (Linda), Raymond Bouchard (Biff), Jean-René Ouellet (Happy), Lionel Villeneuve (Ben Loman), Jean Guy (Howard) (Théâtre du Trident, Québec).
  - En 1973, traduction d'Éric Kahane, mise en scène de Paul Hébert, avec Jean Duceppe (Willy), Suzanne Langlois (Linda), Michel Dumont (Biff), Jean-René Ouellet (Happy), Lionel Villeneuve (Ben Loman), Roger Lebel (Howard) (Théâtre Port-Royal de la Place des Arts, Montréal).
  - En 1983, traduction de Michel Dumont, mise en scène de Claude Maher, avec Jean Duceppe (Willy), Béatrice Picard (Linda), Michel Dumont (Biff), Jean Deschênes (Happy) (théâtre Port-Royal de la Place des Arts, Montréal).
  - En 1997, traduction de Michel Dumont, mise en scène de Michel Nadeau, avec Jean Guy (Willy), Denise Gagnon (Linda), Jacques Baril (Biff), Francis Martineau (Happy) (Théâtre du Trident, Québec).
  - En 1999, traduction de Michel Dumont, mise en scène de Monique Duceppe, avec Michel Dumont (Willy), France Castel (Linda), Denis Bernard (Biff), Jean Deschênes (Happy) (théâtre Jean-Duceppe, Montréal).
  - En 2017, traduction et mise en scène de Serge Denoncourt, avec Marc Messier (Willy), Louise Turcot (Linda), Éric Bruneau (Biff), Mikhaïl Ahooja (Happy) (Théâtre du Rideau vert, Montréal).

## Adaptations à l'écran
- 1951 : Mort d'un commis voyageur (Death of a Salesman), film de László Benedek, avec Fredric March (Willy), Mildred Dunnock (Linda), Kevin McCarthy (Biff) et Cameron Mitchell (Happy).
- 1985 : Mort d'un commis voyageur (Death of a Salesman), téléfilm de Volker Schlöndorff, avec Dustin Hoffman (Willy), John Malkovich (Biff) et Stephen Lang (Happy).
- 2016 : dans Le Client, film iranien d'Asghar Farhadi, les deux personnages principaux, incarnés par Shahab Hosseini et Taraneh Allidousti, sont des acteurs que l'on voit interpréter des fragments de la pièce dans les rôles de Willy et Linda.